# KOD (album)
| Recensione    | Giudizio |
| ------------- | -------- |
| AllMusic      | [ 1 ]    |
| Consequence   | B        |
| The Guardian  | [ 7 ]    |
| HipHopDX      | [ 8 ]    |
| NME           | [ 9 ]    |
| NOW           | [ 10 ]   |
| Pitchfork     | 6,3/10   |
| Rolling Stone | [ 12 ]   |
| Spin          | 7/10     |
| XXL           | [ 14 ]   |

KOD (acronimo di Kids on Drugs, King Overdosed e Kill Our Demons) è il quinto album in studio del rapper statunitense J. Cole, pubblicato il 20 aprile 2018 da Dreamville Records, Roc Nation e Interscope Records.
La maggior parte delle produzioni dell'album sono eseguite da Cole stesso, insieme ad altri produttori come T-Minus, Mark Pelli, BLVK e Ron Gilmore. L'album presenta elementi jazz rap e trap e Cole ha ammesso che gli schemi metrici usati per comporre i brani sono stati ispirati dal SoundCloud rap. L'album esplora varie tematiche, tra cui: l'abuso di droga, la dipendenza, la depressione, l'avarizia, la cultura afro-americana e il sistema di tassazione negli Stati Uniti.
L'album è supportato da due singoli: KOD e ATM, entrambi debuttati alla prima posizione della Billboard Hot 100. Nell'agosto del 2018, Cole ha dato il via al KOD Tour, in promozione all'album. Il disco ottiene un rating di 73/100 basato su 14 recensioni sul sito Metacritic e giudizi generalmente positivi da parte della critica. KOD riscuote un grande successo commerciale, arrivando al primo posto negli Stati Uniti (quinto album di J. Cole a riuscirci), in Australia, in Canada, in Irlanda, in Nuova Zelanda e tra gli album R&B nel mercato britannico.
KOD, alla sua uscita, riceve giudizi molto positivi da parte della critica e debutta alla prima posizione della Billboard 200, vendendo 397.000 unità equivalenti ad album, di cui 174.000 in copia fisica, rendendo così KOD il quinto album consecutivo di J. Cole a debuttare alla prima posizione negli Stati Uniti, rompendo inoltre alcuni record nello streaming musicale. L'album è certificato disco di platino dalla RIAA. È presente tra i migliori album in numerose classifiche di fine anno. HotNewHipHop e Uproxx lo hanno nominato miglior album del 2018.

## Tracce
1. Intro – 1:47 (testo: Jermaine Cole, Richard Clay, Carl Clay, Wayne Garfield – musica: J. Cole)
2. KOD – 3:11 (Cole)
3. Photograph – 3:38 (testo: Cole, Raymond Evans, Jay Livingston, Francis Hime – musica: Cole)
4. The Cut Off (feat. kiLL edward) – 3:57 (testo: Cole, Kill Edward, Bill Withers, Takehiro Honda – musica: Cole, BLVK)
5. ATM – 3:36 (testo: Cole, Nicholas Brodszky, Sammy Cahn – musica: Cole)
6. Motiv8 – 2:13 (testo: Cole, Roy Ayers, James Bedford, Lamont Porter, Sylvia Striplin, Christopher Wallace – musica: Cole)
7. Kevin's Heart – 3:20 (testo: Cole, Tyler Williams, Mark Pellizzer – musica: T-Minus, Mark Pelli)
8. Brackets – 5:15 (testo: Cole, Richard Pryor, Marilyn Bergman, Alan Bergman, Quincy Jones – musica: Cole)
9. Once an Addict (Interlude) – 3:17 (testo: Cole, Ron Gilmore, Michał Urbaniak – musica: Cole, Ron Gilmore)
10. Friends (feat. kiLL edward) – 4:17 (testo: Cole, Edward, John Dankworth – musica: Cole)
11. Window Pain (Outro) – 4:46 (testo: Cole, Edward, Jorge Barreiro – musica: Cole)
12. 1985 (Intro to The Fall Off) – 3:10 (testo: Cole – musica: Cole)

### Campionature
- Intro contiene degli estratti da "Love from the Sun", scritta da Richard Clay, Carl Clay e Wayne Garfield ed eseguita da Norman Connors.
- Photograph contiene degli estratti da "All Mine (Minha)", scritta da Ray Evans, Jay Livingston e Francis Hime ed eseguita da Kenny Burrell.
- The Cut Off contiene degli estratti da "Kissing My Love", scritta ed eseguita da Bill Withers; ed estratti di "Dark & Mellow", scritta ed eseguita da Takehiro Honda.
- ATM contiene degli estratti da "I'll Never Stop Loving You", scritta da Nicholas Brodszky e Sammy Cahn ed eseguita da Ahmad Jamal.
- Motiv8 contiene un campione non accreditato di "Knuck If You Buck", eseguita dai Crime Mob;[25] contiene inoltre degli estratti di "Get Money", scritta da Roy Ayers, James Belford, Lamont Porter, Sylvia Striplin e Christopher Wallace ed eseguita dai Junior M.A.F.I.A..
- Brackets contiene degli estratti di "Fame (Part Two)", scritta ed eseguita da Richard Pryor; contiene inoltre campioni di "Maybe Tomorrow", eseguita da Grant Green.
- Once an Addict contiene degli estratti di "A Day in the Park", scritta ed eseguita da Michał Urbaniak e "Kush & Corinthians", eseguita da Kendrick Lamar e BJ the Chicago Kid.
- Friends contiene una porzione di "Modestly Blaise Theme", scritta ed eseguita da John Dankworth.
- Window Pain (Outro) contiene un campione di "Only Faith and Hope", eseguita dalla J.O.B. Orchestra.
- 1985 (Intro to The Fall Off) contiene un campione non accreditato di "8 Millions Stories", eseguita dai A Tribe Called Quest.

## Formazione
Crediti adattati da dreamville.com.

### Strumenti
- Ron Gilmore – tastiere (traccia 3)
- Yang Tan – corde (traccia 5)
- Jasmin "Charly" Charles – corde (tracce 6, 7, 9, 10, 11)
- Margaux Whitney – corde (tracce 6, 7, 10, 11)
- Elite – arrangiamento corde (tracce 6, 7, 10, 11)
- Nate Jones – basso (traccia 9)

### Produzione
- Andrew Grossman – assistente all'ingegneria (tracce 3-12)
- Chris Athens – mastering
- Glenn Schick –  mastering
- Juro "Mez" Davis – mastering
- Sean Klein – assistente all'ingegneria
- Todd Hurt – assistente all'ingegneria (tracce 3-12), registrazione (tracce 1, 2, 5, 12), arrangiamento corde (tracce 7, 9, 10, 12)
- Yang Tan – assistente all'ingegneria (tracce 3-12), registrazione corde (tracce 7, 9)

### Personale aggiuntivo
- Jermaine Cole – produttore esecutivo, direttore creativo
- Ibrahim Hamad – produttore esecutivo, A&R, management
- Adam Roy Rodney – direttore creativo
- Kamau Haroon – illustrazioni
- Felton Brown – direttore artistico
- Scott Lazer – direzione visiva

## Classifiche

### Classifiche settimanali
| Classifica (2018)            | Posizione massima |
| ---------------------------- | ----------------- |
| Australia                    | 1                 |
| Austria                      | 4                 |
| Belgio (Fiandre)             | 2                 |
| Belgio (Vallonia)            | 30                |
| Canada                       | 1                 |
| Danimarca                    | 4                 |
| Finlandia                    | 9                 |
| Germania                     | 16                |
| Irlanda                      | 1                 |
| Italia                       | 37                |
| Norvegia                     | 2                 |
| Nuova Zelanda                | 1                 |
| Paesi Bassi                  | 2                 |
| Portogallo                   | 28                |
| Regno Unito                  | 2                 |
| Regno Unito (R&B)            | 1                 |
| Stati Uniti                  | 1                 |
| Stati Uniti (Digital Albums) | 1                 |
| Stati Uniti (Tastemakers)    | 5                 |
| Stati Uniti (Rap)            | 1                 |
| Stati Uniti (R&B/Hip-Hop)    | 1                 |
| Svezia                       | 5                 |
| Svizzera                     | 6                 |

### Classifiche di fine anno
| Classifica (2018)         | Posizione massima |
| ------------------------- | ----------------- |
| Australia                 | 63                |
| Belgio (Fiandre)          | 128               |
| Canada                    | 34                |
| Nuova Zelanda             | 29                |
| Regno Unito               | 93                |
| Stati Uniti               | 14                |
| US Top R&B/Hip-Hop Albums | 10                |
| US Rap Albums             | 10                |